# Апфельтрах
Апфельтрах (нім. Apfeltrach) — громада в Німеччині, знаходиться в землі Баварія. Підпорядковується адміністративному округу Швабія. Входить до складу району Унтеральгой. Складова частина об'єднання громад Дірлеванг.
Площа — 15,03 км2. Населення становить 975 ос. (станом на 31 грудня 2020).